# 文宗 (唐)
文宗（ぶんそう）は、唐朝の第17代皇帝。穆宗の次男で、敬宗の同年の異母弟にあたる。

## 生涯
初名は涵であったが、のちに昂と改名した。初めは江王に封冊されていた。宝暦2年（826年）に敬宗が劉克明によって殺害されると、劉克明と対立する宦官の王守澄派により皇帝に擁立された。朝政の実権は王守澄らが掌握し、文宗は皇帝としての実権をほとんど持たず、傀儡に近い存在であった。
親政を計画し、大和5年（831年）に宰相の宋申錫と共に宦官の討滅を謀ったが失敗する。そして大和9年（835年）に再び李訓らと共に宦官討滅を謀った。この時は朝政実権を掌握していた王守澄を自殺に追い込んだが、その後の宦官に対する大量粛清の計画が事前に露見し、李訓らは殺害され、文宗も捕らえられて幽閉されることとなった（甘露の変）。
文宗は既に実子の荘恪太子李永と蒋王李宗倹を相次いで失っていたために、亡兄の敬宗の末子である陳王李成美を皇太子としていた。しかし甘露の変が発生すると、宦官の仇士良らにより李成美は殺害され、文宗の異母弟である潁王李瀍が立太子された。開成5年（840年）、幽閉されていた文宗は32歳で崩御した。

### 晩年の挿話
開成4年（839年）、文宗は風痺（中風）が重症化し謁見を切り上げ思政殿へ退いた。ふと、学士を召し出して下問する。「予はいにしえの天子のだれに近いと思われるか」直学士・周徳升がこたえる。「堯舜の君にございます。」文宗は続ける。「周赧・漢献についてどう思われるか」周の赧王・後漢の献帝、ともに政治的には無力のまま座して亡国をみた君主として連想される。周学士は驚き、陛下と比すべき対象ではありませぬと応じる。文宗は涙を流しながらこうしめくくる。「周赧・漢献は諸侯に外から制せられ、予は家奴(宦官)に内から制せらる。予は彼らにおよばない」　周学士は地に伏して泣き文宗に同情した。(『新唐書』巻207 列伝132 宦者 仇士良、巻182 列伝107 周徳升)

## 日本との関係
開成3年（838年）、遣唐大使の任に務めた藤原常嗣は三度の試みの末、中国への渡航に成功して同年7月初に揚州に上陸した。10月に揚州を出発した遣唐使一行は12月3日に長安に到着し、年を越して翌開成4年（839年）1月13日、大明宮の麟徳殿で文宗を拝謁するに至る。この時の情況については、使節団と同行した円仁が『入唐求法巡礼行記』に詳しく記録している。
常嗣の入唐は中国に派遣され、実際に使命を遂行した最後の遣唐使となった。

## 宗室
- 側室：王徳妃
  - 長男：魯王 李永（荘恪太子）
- 側室：楊賢妃
- 生母不詳の子女
  - 蒋王 李宗倹

## 登場作品
- 皇帝と私の秘密〜櫃中美人〜（中国語版）（2018年、中国、演：ヴィック・チョウ）